# Tirilye, Mudanya
Tirilye, trước là Zeytinbağı, là một thị trấn thuộc huyện Mudanya, tỉnh Bursa, Thổ Nhĩ Kỳ. Dân số thời điểm năm 2011 là 1.786 người.